# (200276) 1999 XF216
(200276) 1999 XF216 es un asteroide perteneciente al cinturón de asteroides descubierto el 13 de diciembre de 1999 por el equipo del Spacewatch desde el Observatorio Nacional de Kitt Peak, Arizona, Estados Unidos.

## Designación y nombre
Designado provisionalmente como 1999 XF216.

## Características orbitales
1999 XF216 está situado a una distancia media del Sol de 2,747 ua, pudiendo alejarse hasta 3,030 ua y acercarse hasta 2,464 ua. Su excentricidad es 0,103 y la inclinación orbital 8,469 grados. Emplea 1663,37 días en completar una órbita alrededor del Sol.

## Características físicas
La magnitud absoluta de 1999 XF216 es 15,5. 